# Sator Arepo tenet opera rotas
Sator Arepo Tenet Opera Rotas ali kvadrat Sator je znan latinski palindromni stavek, ki je hkrati tudi besedni magični kvadrat.
Kvadrat ima pet besed:

SATOR 

AREPO 

TENET 

OPERA 

ROTAS

Približni pomen v slovenščini je: Sejalec Arepo s težavo drži kolesa.
Kvadrat se je prvič pojavil v ruševinah Herkulanea pod Vezuvom leta 79.